# Na ostrzu noża (film 1992)
Na ostrzu noża (ang.  Inside Edge) – amerykański film kryminalny z 1992 roku.

## Główne role
- Michael Madsen - Richard Montana
- Rosie Vela - Lisa Zamora
- Conrad Dunn - Hip-Hop (George Jenesky)
- Tony Peck - Dan Nealy
- Branscombe Richmond - Henderson
- Paul Pape - Paulie
- Clifford Dalton - Chief Deming